# Grindsted Gymnastik og Idrætsforening
Grindsted Gymnastik og Idrætsforening (GGIF) er en idrætsforening i Grindsted, stiftet i 1902 af K.C. Kristiansen under navnet Grindsted Boldklub. 
I 1918 skiftede boldklubben navn til Grindsted Idrætsforening og blev i 1935
en del af Grindsted Gymnastik og Idrætsforening. 
GGIF består af en gymnastik-, håndbold- og fodboldafdeling. Alle afdelinger er i dag selvstændige foreninger med helt suveræne bestyrelser og egen økonomi.